# Schwirzheim
Schwirzheim là một đô thị ở huyện Bitburg-Prüm, trong bang Rheinland-Pfalz, phía tây nước Đức. Đô thị Schwirzheim có diện tích 13,68 km², dân số thời điểm ngày 31 tháng 12 năm 2006 là 426 người.